# Wrightia flavorosea
Wrightia flavorosea là một loài thực vật có hoa trong họ La bố ma. Loài này được Trimen miêu tả khoa học đầu tiên năm 1885.